# The Man from Home
The Man from Home er en amerikansk stumfilm fra 1914.

## Medvirkende
- Charles Richman som Daniel Voorhees Pike.
- Theodore Roberts.
- Fred Montague som Jarl.
- Monroe Salisbury som Almerce St. Aubyn.
- Horace B. Carpenter som Ivanoff.